# Claire Levacher
Claire Levacher (* 1967) ist eine französische Dirigentin.

## Leben
Nach drei ersten Preisen am Pariser Konservatorium (Conservatoire National Supérieur de Musique de Paris, CNSMDP) und einem Master-Abschluss in Dirigieren an der University of Michigan (USA) bildete sie sich an der Musikhochschule Wien bei Leopold Hager weiter. Sie gewann den internationalen Dirigierwettbewerb in Treviso (Italien) und den zweiten Preis beim internationalen Dirigierwettbewerb in Prag im Jahr 2000.
Von 2001 bis 2011 war sie Professorin für Dirigieren am CNSMDP. Im Jahr 2003 gründete sie das Orchestre des Lauréats du Conservatoire (OLC) und war bis 2011 dessen musikalische Leiterin. Sie wird regelmäßig eingeladen, die verschiedenen Orchester des CNSMDP zu dirigieren und sie auf Dirigenten wie Pierre Boulez, Kurt Masur, Christoph Eschenbach und Myung-Whun Chung vorzubereiten.
Sie wurde als Dirigentin nach Frankreich (Orchestre National d'Ile-de-France, Orchestre de Région de Bayonne-Côte Basque, Orchestre des pays de Savoie, Orchestre symphonique d'Orléans, Opéra national du Rhin), Tschechien (Rundfunkorchester Prag, Prager Akademieorchester, Severocesska Filharmonie Orchester in Teplice), Ungarn (Franz Liszt Akademie Orchester in Budapest), Italien (Filarmonia Veneta Orchester) und Österreich (in Wien und bei den Bregenzer Festspielen) eingeladen. Außerdem wird sie regelmäßig eingeladen, das Nationalorchester des Libanon und verschiedene nationale Orchester in Südamerika zu dirigieren.
Im Opernbereich war sie stellvertretende Dirigentin an der Oper Nizza, am Théâtre des Champs-Élysées und an der Opéra National de Lyon sowie musikalische Leiterin verschiedener Opernproduktionen, vor allem an der Staatsoper Prag.
Seit Oktober 2020 ist sie Professorin für Orchesterausbildung an der Kunstuniversität Graz in Österreich.
Sie ist Ritter des französischen Verdienstordens Ordre des Arts et des Lettres.